# Rhopaloblaste gideonii
Rhopaloblaste gideonii är en enhjärtbladig växtart som beskrevs av Banka. Rhopaloblaste gideonii ingår i släktet Rhopaloblaste och familjen Arecaceae. Inga underarter finns listade i Catalogue of Life.